# 天主教雅克梅勒教區
天主教雅克梅勒教區（拉丁語：Dioecesis Iacmeliensis）是海地一個羅馬天主教教區，屬太子港總教區。
教區於1988年2月25日成立，2006年有教友331,667人，佔轄區總人口65.0%。教區下轄廿五個堂區，有五十名司鐸。現任教區主教為格朗達斯·瑪利亞·依列·圖桑特。